# O, huru härlig fägring
O, huru härlig fägring, andlig sång med finsk originaltext av Gustaf Skinnari 1890, Oi suurta ihanuutta eller Oi, kuinka ihanata.
Översättare till svenska är okänd. Den svenskspråkiga sången har 9 verser.
Melodin är en finsk folkmelodi i f-moll och 2/4-takt.

## Publicerad som
- Nr 153 i Sions Sånger 1951
- Nr 25 i Sions Sånger 1981 under rubriken "Från Getsemane till Golgata".